# Titularbistum Bahanna
Bahanna (ital.: Baanna) ist ein Titularbistum der römisch-katholischen Kirche. 
Benannt ist das ehemalige Bistum nach der antiken Stadt Bahanna in der römischen Provinz Byzacena bzw. Africa proconsularis in der Sahelregion von Tunesien.
| Titularbischöfe von Bahanna |                              |                                             |                   |                   |
| Nr.                         | Name                         | Amt                                         | von               | bis               |
| 1                           | James Odongo                 | Weihbischof in Tororo (Uganda)              | 25. November 1964 | 19. August 1968   |
| 2                           | Noël Laurent Boucheix SMA    | emeritierter Bischof von Porto-Novo (Benin) | 1. Januar 1969    | 6. August 1976    |
| 3                           | Philip James Benedict Harvey | Weihbischof in Westminster (Großbritannien) | 28. März 1977     | 2. Februar 2003   |
| 4                           | Christopher Prowse           | Weihbischof in Melbourne (Australien)       | 4. April 2003     | 18. Juni 2009     |
| 5                           | Thomas Vu Dình Hiêu          | Weihbischof in Xuân Lộc (Vietnam)           | 25. Juli 2009     | 24. Dezember 2012 |
| 6                           | Titus Joseph Mdoe            | Weihbischof in Daressalam (Tansania)        | 16. Februar 2013  | 15. Oktober 2015  |
| 7                           | Wolodymyr Hruza CSsR         | Weihbischof in Lemberg (Ukraine)            | 14. Januar 2016   |                   |